# 3 Brygada Jazdy
3 Brygada Jazdy (3 BJ) – wielka jednostka jazdy Wojska Polskiego II RP.

## Formowanie i walki
W maju 1919 Ministerstwo Spraw Wojskowych w porozumieniu z Naczelnym Dowództwem Wojska Polskiego zaplanowało sformowanie pięciu brygad jazdy. 5 czerwca rozpoczęło się formowanie 3 Brygady Jazdy w składzie 2., 5., i 12 pułk ułanów oraz 3 dywizjon artylerii konnej. Na dowódcę brygady wyznaczony został gen. Jan Sawicki.
Brygada sformowana została w połowie 1919 roku w rejonie Tarnopola. 
W okresie działań odwrotowych na Ukrainie utworzono grupę jady gen. Jana Sawickiego w składzie Dywizja Jazdy i dotychczas samodzielna 3 Brygada Jazdy. jej zadaniem było niedopuścić do przerwania frontu przez 1 Armię Konną Siemiona Budionnego. Grupie jazdy gen. Sawickiego nie udało się powstrzymać natarcia 1 Armii Konnej. Dysponowała ona zbyt szczupłymi siłami. Popełniono też błędy w dowodzeniu jednostkami kawalerii.
W związku z zagrożeniem, jakie nadal stanowiła konnica Budionnego, 2 lipca 1920 utworzono dwudywizyjną Grupę Operacyjną Jazdy gen. Jana Sawickiego. Tworzyły ją: 1 Dywizja Jazdy płk. Rómmla i 2 Dywizja Jazdy płk. Władysława Okrzy-Orzechowskiego oraz występująca samodzielnie 3 Brygada Jazdy.
Jako że Grupa powstawała na zapleczu, a w rejon forowania przybywały jednostki kawaleryjskie, na froncie pozostawały poważnie osłabione brygady jazdy znajdujące się w podległości 2 Armii. Zostały one czasowo przekształcone w grupy jazdy: dawna 3 Brygada Jazdy w składzie 2., 11. i 12 pułk ułanów przekształcono w grupę rtm. Antoniego Szuszkiewicza. Liczyła ona  w stanie bojowym 5 szwadronów liniowych - w sumie 22 oficerów i 405 szabel, 5 karabinów maszynowych i 2 działa.
Walczyła w składzie: 2 puł, dywizjon 12 puł, dywizjon 6 puł, 14 puł, 3 dak (1 i 2 bateria). Od połowy lipca 1920 roku podlegała dowódcy 1 Dywizji Jazdy. 13 sierpnia 1920 została rozwiązana, a w październiku 1920 roku w Przemyślu ponownie odtworzona.
Brała udział m.in. w wyprawie kijowskiej.
W maju 1921 roku, na bazie odtworzonej 3 Brygady Jazdy, w DOK X sformowana została X Brygada Jazdy z miejscem postoju dowództwa w Rzeszowie.

## Struktura organizacyjna
| VI 1919                     | 24 IV 1920    | 11 VII 1920    | VIII 1920      | X 1920              |
| --------------------------- | ------------- | -------------- | -------------- | ------------------- |
| 2 pułk ułanów               | 2 pułk ułanów | 2 pułk ułanów  | 8 pułk ułanów  | 214/24 pułk ułanów  |
| 5 pułk ułanów               | 5 pułk ułanów | 11 pułk ułanów | 11 pułk ułanów | 11 pułk strz. gran. |
| 12 pułk ułanów              |               |                |                |                     |
| 3 dywizjon artylerii konnej |               |                |                |                     |

## Oficerowie brygady
Dowódcy brygady
- gen. Jan Sawicki[7] (VI 1919 -)
- płk Mikołaj Waraksiewicz (był 23 VI 1920)[11]
- tyt. płk Feliks Dziewicki (1 IX 1920 – 1921)

Inni oficerowie
- rtm kaw. Kazimierz Czerwiński (adiutant)